# Margarita Estella
Margarita Estella Marcos (Zaragoza, 1930-Madrid, 2020) fue una investigadora e historiadora española, experta en escultura española. Fue reconocida por sus investigaciones sobre la escultura en marfil, especialmente la barroca y la hispano-filipina. Su trabajo en la eboraria europea, hispano-filipina, luso-india e hispanoamericana la consolidó como una referencia internacional en este campo.

## Trayectoria
Estella nació en Zaragoza y fue la cuarta de seis hermanas en una familia vinculada a la ciencia, ya que su padre, José Estella Bermúdez de Castro, fue un destacado cirujano y catedrático de medicina. Su vocación por la investigación artística surgió tras licenciarse en Filosofía y Letras en 1954 y en 1957 ingresó como becaria en el Centro de Estudios Históricos del Consejo Superior de Investigaciones Científicas (CSIC), donde formó parte de la generación de historiadores del arte reunida por Diego Angulo y desarrolló una larga y notable carrera profesional.
A lo largo de su carrera, Estella trabajó en el Instituto Diego Velázquez donde fue responsable de su Archivo Fotográfico durante casi tres décadas (1960-1990) y ocupó el cargo de secretaría del Instituto entre 1981 y 1984. Además colaboró en diversos organismos culturales, como la Secretaría General del Ministerio de Información y Turismo y la Dirección General de Radiodifusión y Televisión. Fue directora de la revista "Archivo Español de Arte" entre 1991 y 2000, editada por el CSIC, donde publicó gran parte de sus investigaciones.
Su trabajo como investigadora se centró en el estudio de la escultura en marfil, con particular interés en la escultura barroca y en el intercambio artístico entre España y sus colonias, como Filipinas. Entre sus publicaciones más notables se encuentra su tesis doctoral sobre los marfiles hispano-filipinos, defendida en 1974 y ampliada posteriormente como La escultura barroca de marfil en España: las escuelas europeas y las coloniales (1984).
Sus estudios sobre el arte funerario del siglo XVI y la escultura italiana en España ampliaron significativamente el conocimiento de estos campos. Su labor fue fundamental para definir y redescubrir importantes personalidades artísticas, como Gil y Diego de Siloé, Gregorio Pardo, Juan Bautista Vázquez el Viejo y Pompeo Leoni, a quien dedicó estudios esenciales y contribuyendo a renovar la crítica sobre este escultor a través de su participación en la exposición Los Leoni (Museo del Prado, 1994). Su producción, marcada por la excelencia, ha dejado un legado duradero en la historia del arte, sirviendo como referencia para futuras generaciones.

## Reconocimientos
En 1986, Estella fue reconocida como académica correspondiente en la Real Academia de Bellas Artes de San Fernando y, al año siguiente, en 1987, como miembro correspondiente de la Sociedad Hispánica de América, consolidándose como una autoridad en la historia de la escultura.

## Obra
- 1984 – La escultura barroca de marfil en España: Las escuelas europeas y las coloniales.[5]
- 1990 – Juan Bautista Vázquez el Viejo en Castilla y América.[7]
- 1995 – La imaginería de los retablos de la capilla del Condestable.[8]
- 2012 – Los Leoni al servicio de María de Hungría.[9]